# Книга воєн Господніх
Книга воєн Господніх (івр. סֵפֶר מִלְחֲמֹת יהוה; Книга воєн Яхве) —  одна з багатьох стародавніх книг, про яку  згадується в Біблії, в Книзі Чисел лише один раз: 
 Тому розповідається в „Книжці воєн Господніх“: „Вагев у Суфі, і потоки Арнону, і спад потоків, що збо́чив на місце Ару, і на моавську границю опертий“. А звідти до Бееру. Це той Беер, що про нього сказав Господь до Мойсея: „Збери наро́д, і нехай Я дам їм воду“.— 4 М 21:14-16
Є припущення, що це  міг бути подібний збірник до втраченої  Книги Праведного, де були зібрані пісні, а також  прозові описи перемог єврейських племен .
Посилання на книгу без назви може міститься в книзі Вихід 17:14, де Бог наказав Мойсеєві записати військову перемогу ізраїльтян над амаликитянами в книзі та розповісти про це пізніше на слуханнях свого наступника Ісуса Навина .  Назва книги конкретно не згадується. Однак деякі дослідники Тори, такі як Моше ібн Езра, припустили, що ця книга може посилатися на Книгу воєн Господніх.